# The Hump (Anvers-Insel)
The Hump (englisch für Der Buckel, in Argentinien Pico Joroba ‚Buckelspitze‘, in Chile Monte Joroba ‚Buckelberg‘) ist ein etwa 150 m hoher und kuppelförmiger Hügel auf der Anvers-Insel im Palmer-Archipel. Am Nordufer der Lapeyrère-Bucht ragt er an der nördlichen Begrenzung der Einfahrt zum Holt Inlet auf.
Sein deskriptiver Name ist erstmals auf einer Landkarte verzeichnet, die 1927 im Zuge von Vermessungsarbeiten durch Wissenschaftler der britischen Discovery Investigations entstand.